# Malden (Missouri)
Pour les articles homonymes, voir Malden.
Malden est une ville du comté de Dunklin, dans le Missouri, aux États-Unis,. Située au nord-est du comté, elle est fondée en 1877 et incorporée en 1878.

## Démographie
Lors du recensement de 2010, la ville comptait une population de 4 275 habitants. Elle est estimée, en 2016, à 4 064 habitants.

### Source de la traduction
- (en) Cet article est partiellement ou en totalité issu de l’article de Wikipédia en anglais intitulé « Malden, Missouri » (voir la liste des auteurs).